# First Strike Still Deadly
First Strike Still Deadly – album kompilacyjny amerykańskiej grupy muzycznej Testament.

## Lista utworów
Opracowano na podstawie materiału źródłowego.
| Nr  | Tytuł utworu             | Autorzy                              | Długość |
| --- | ------------------------ | ------------------------------------ | ------- |
| 1.  | „First Strike Is Deadly” | Christian, Souza, Skolnick, Peterson | 4:00    |
| 2.  | „Into the Pit”           | Skolnick, Billy, Peterson, Skolnick  | 2:54    |
| 3.  | „Trial by Fire”          | Skolnick, Billy, Peterson, Skolnick  | 4:32    |
| 4.  | „Disciples of the Watch” | Billy, Skolnick, Peterson            | 4:34    |
| 5.  | „The Preacher”           | Skolnick, Billy, Skolnick, Peterson  | 3:56    |
| 6.  | „Burnt Offerings”        | Peterson, Souza, Skolnick            | 5:27    |
| 7.  | „Over the Wall”          | Souza, Skolnick, Peterson            | 4:18    |
| 8.  | „The New Order”          | Skolnick, Peterson                   | 4:43    |
| 9.  | „The Haunting”           | Peterson, Souza, Skolnick            | 4:36    |
| 10. | „Alone in the Dark”      | Souza, Skolnick, Peterson            | 4:40    |
| 11. | „Reign of Terror”        | Ramirez, Peterson, Souza             | 5:06    |
|     |                          |                                      | 48:46   |